# Beleg van Hoogstraten (1603)
Het beleg van Hoogstraten was een korte schermutseling om het Kasteel van Hoogstraten in de zomer van 1603 tijdens de Tachtigjarige Oorlog. Deze vond plaats naar aanleiding van het feit dat 3000 voornamelijk Spaanse en Italiaanse soldaten in september 1602 muiterij hadden gepleegd, zich onder de naam "Unie van Hoogstraten" in het kasteel hadden verschanst en uiteindelijk met hun voormalige Staatse vijand Maurits van Nassau een bondgenootschap sloten. wanneer het Spaanse koninklijke leger onder bevel van Frederik van den Bergh de muiters uit het kasteel van Hoogstraten probeerde te verdrijven, werden de muiters ontzet door het Staatse Leger onder leiding van Maurits.

## Spaanse muiterij
De muiterij van Hoogstraten begon op 1 september 1602. Net als bij alle andere 45 muiterijen in het Spaanse Leger van Vlaanderen tussen 1572 en 1607 was achterstallige soldij de oorzaak. De circa 1000 tot 1800 muiters, wanhopige Spaanse, Italiaanse, Duitse en Franse/Waalse soldaten in Habsburgse dienst met hun vrouwen en kinderen die al lange tijd geen geld hadden ontvangen, probeerden zich aanvankelijk te handhaven te Hamont en te eisen van de regering in Brussel dat ze goed zouden worden betaald en amnestie zouden krijgen voor hun muiterij. Toen ze echter hoorde dat de Spaanse opperbevelhebber Francesco de Mendoza met 3700 troepen onderweg was om de muiterij te beëindigen, vluchtten ze naar het kasteel van Hoogstraten, bijna 20 kilometer ten zuiden van Breda.
Daar vestigden zij de Unie van Hoogstraten, een soldatenrepubliek van enkele duizenden muiters die in Habsburgse dienst hadden gezeten en zich met hun vrouwen en kinderen in het kasteel van Hoogstraten verschanst. Andere benamingen zijn 'De muiters van Hoogstraten', 'Het esquadron van Hoogstraten' (de muiters noemden zichzelf het Esquadron) of 'De gealtereerden van Hoogstraten'. Muiterijen aan Spaanse kant kwamen wel vaker voor, maar deze unie kan bestempeld worden als de langstdurende muiterij in de Tachtigjarige Oorlog. In feite wilden de soldaten gewoon naar huis, maar ze kwamen in een patstelling tussen twee legers vast te zitten. Er werden brieven met de pauselijke nuntius uitgewisseld om tot een oplossing te komen. De periode van de unie houdt gelijke tred met het beleg van Oostende, waar de meeste soldaten vandaan kwamen. De unie had een bestuur dat bestond uit een leider, de Electo oftewel "verkozene". Papauken werd op 1 september 1602 verkozen, maar hij werd al snel vervangen door een Napolitaan. Een kleine raad, de Consiglio, bestaande uit twee Spanjaarden, een Italiaan, een Bourgondiër en een Luxemburger vormde verder het bestuur. Daarnaast waren er nog allerlei functies toebedeeld. Alle gebieden van de Spaanse Weg waren vertegenwoordigd.
Het beleg van Oostende vroeg zoveel krachten aan Spaanse zijde dat de muiters aanvankelijk met rust gelaten werden. Ze hadden geen inkomsten en sloegen aan het plunderen. Volgens Karel Kinds terroriseerden zij een gebied dat lag tussen Brussel, Luik, Aken en Münster. De muitende soldaten waren zeer ervaren en hun tucht was strak. Zij hadden de macht over een groot gebied en dat kon niet blijven duren. Van Spaanse kant was muiterij een steeds weerkerend probleem, dat zij zagen als een misdrijf dat bestraft moest worden. De Republiek zag de muiterij echter als een kans om het Spaanse leger te verzwakken; het Staatse leger begon daarom vanuit Breda de Unie van Hoogstraten te bevoorraden met voedsel, munitie, gereedschap en bouwmaterialen om een eventuele belegering te kunnen doorstaan. In 1603 was het aantal Hoogstraatse muiters aangegroeid tot 8500 à 9500, waaronder 3500 'weerhafftige' mannen, 1000 jongens en 4000 à 5000 vrouwen en kinderen.

## Belegering
In de zomer van 1603 marcheerde Francesco de Mendoza met 12.000 à 13.000 soldaten naar Hoogstraten. De ervaren muiters hadden zich voorbereid op de verdediging van het kasteel door drie dammen in de Mark te maken en zo de omgeving van het kasteel onder water te zetten. Vooral de noordkant was onbereikbaar. Ook waren ze onderhandelingen met Maurits van Nassau gestart zodat hij hen zou beschermen wanneer de muiters in ruil daarvoor afzagen van plunderingen aan zijn kant. Maurits maakte dankbaar gebruik van deze Spaanse twist en bereidde een grote slag voor, terwijl Frederik enkel met het uitschakelen van de muiters bezig was. Maurits en de muiters gingen ermee akkoord om 600 soldaten in het kasteel ter verdediging achter te laten en met de rest naar Breda te komen om daar zich aan te sluiten bij de Staatse troepen (pour se iondre avec les trouppes de Son Ex.ce.); indien het Habsburgse leger het kasteel zou aanvallen, dan zouden de Staatsen het ontzetten. Beide partijen kwamen hun beloften na.
Op 8 augustus kwam Maurits met zijn leger aan en stelde zich op aan de kant van Wortel. Toen er zware stortregens opkwamen, zag Frederik in dat de slag doorzetten hem in het nadeel stelde en hij brak het kamp op in de nacht van 10 augustus. Hij verliet Hoogstraten via Sint-Lenaarts tijdens een felle stortbui. Het probleem was ook dat de muiters in het kasteel door de eigen soldaten niet als vijanden werden aanzien. Er werd over en weer geroepen over de kasteelmuur heen, waardoor Frederik vreesde voor meer overlopers.

## Uitkomst
De muiters waren Maurits dankbaar en verlieten gefaseerd het kapotgeschoten kasteel. Omdat zij zich onveilig voelden, verzochten ze de Staten-Generaal om hun een nieuwe vesting toe te wijzen 'onder belofte dat se deselve sullen bewaren tot dienste van [de] Vereenichde Provintiën, opdat se daeruyt hare betalinge en [de] contributie mogen soucken.' Ze kregen Wachtendonk aangeboden op voorwaarde dat ze de protestantse inwoners met rust zouden laten en in ruil daarvoor mochten ze hun eigen religie 'belijden zoals het hun goed leek' (ilz l'exerceront comme bon leur semblera). Maar de muiters vonden Wachtendonk te klein om zich er te kunnen huisvesten en het was omringd door Spaanse garnizoenen in Venlo, Roermond, Geldern en Straelen. Zelf wilden de muiters liever Rijnberk (Rheinberg), maar dit was voor de Republiek een strategisch belangrijke vesting om de Rijnhandel te controleren. Als compromis werd uiteindelijk Grave (dat net een jaar eerder in september 1602 door de Staatsen op Spanje was veroverd) aan de muiters gegeven. Ter garantie van de belofte dat ze Grave uiteindelijk weer zouden ontruimen, koos Maurits 8 gijzelaars: twee van elk van de vier bevolkingsgroepen (Spanjaarden, Italianen, Duitsers en Fransen/Walen).
Het beleg van Hoogstraten en de Unie van Hoogstraten werden aan Spaanse kant als onbeduidend gezien terwijl het in Italië een grote gevoeligheid had in verband met hoe hun soldaten behandeld werden. 
Karel Alexander van Croÿ verbleef 11 maanden als gijzelaar onder de muiters van Hoogstraten. Hij schreef over wat hij tussen 1600 en 1606 had meegemaakt zijn memoires (postuum uitgegeven in 1642), die een beeld geven van de oorlogvoering begin zeventiende eeuw en van de organisatie van de muiters.